# Adventure Island
Hudson's Adventure Island (高橋名人の冒険島?, Takahashi Meijin no Bōken Jima), meglio noto come Adventure Island, è un videogioco a piattaforme pubblicato nel 1986 da Hudson Soft. Creato come adattamento per Nintendo Entertainment System del videogioco arcade Wonder Boy, sviluppato da Escape e pubblicato da SEGA, il titolo è il primo di una serie indipendente di videogiochi per NES e Game Boy. Dal videogioco è stato realizzato un anime dal titolo Honey Bee in Toycomland (Ｂｕｇってハニー?, Bug-tte Honey) prodotto da TMS Entertainment.
Il videogioco è stato distribuito in Europa nel 1992 con il titolo Adventure Island Classic. Nel 2003 il titolo è stato incluso nella collezione Hudson Selection Volume 4: Takahashi Meijin no Bōken Jima per PlayStation 2 e Nintendo GameCube, mentre nel 2004 è stata pubblicata una versione per Game Boy Advance all'interno della serie NES Classic. Il gioco è inoltre disponibile tramite Virtual Console per Wii e Wii U.

## Modalità di gioco
Costituendo un adattamento di Wonder Boy, il videogioco ne riprende lo stile di gioco, oltre che elementi grafici. Adventure Island è diviso in otto aree, ognuna delle quali composta da quattro livelli. Al termine di ogni area è presente un boss da sconfiggere. Allo scorrere del tempo l'energia vitale del protagonista diminuisce: per riempire la barra vitale Master Higgins dovrà raccogliere i frutti che troverà sul suo cammino. Deve inoltre evitare il contatto con i nemici e non cadere nei precipizi. Se questo accade, il giocatore perde una vita. All'interno delle uova dislocate nei vari livelli sono inoltre presenti differenti armi per sconfiggere i nemici e power-up.

## Eredità
I due sequel del titolo, Adventure Island II e Adventure Island 3, sono stati pubblicati per NES e convertiti per Game Boy. Un ulteriore seguito, Takahashi Meijin no Bōken Jima IV, è stato distribuito solamente in Giappone per Famicom. I quattro videogiochi sono inclusi nella collezione Hudson Best Collection Vol 6: Bōken Jima Collection per Game Boy Advance.
Altri videogiochi della serie includono Kiki Inland per Gamate, Super Adventure Island e Super Adventure Island II per Super Nintendo Entertainment System, New Adventure Island per TurboGrafx-16, Adventure Island: The Beginning per Wii, e Gacha wa shi Meijin no Bōken Jima e Adventure Island Quest by Takahashi Meijin disponibili su telefono cellulare.